# Mullae (metropolitana di Seul)
Mullae (문래역 - 文來驛, Mullae-yeok) è una stazione della linea 2 della metropolitana di Seul e si trova nel quartiere di Yeongdeungpo-gu, a sud del fiume Han.

## Linee
Seoul Metro
● Linea 2 (Codice: 235)

## Struttura
La stazione è realizzata sottoterra, e sono presenti due marciapiedi laterali con porte di banchina a protezione. Essendo la linea 2 una linea circolare, i binari vengono designati come "circolare interna" e "circolare esterna".
| Circ. interna | ● Linea 2 | per Yeongdeungpo-gucheong, Hapjeong, Hongdae-ipgu, Sinchon e Sicheong |
| Circ. esterna | ● Linea 2 | per Sindorim, Sadang, Gyodae e Gangnam                                |

## Stazioni adiacenti
| «        | Servizio | »                     |
| Linea 2  | Linea 2  | Linea 2               |
| -------- | -------- | --------------------- |
| Sindorim | -        | Yeongdeungpo gucheong |